# Nagy Ákos (vízilabdázó)
Nagy Ákos (Tatabánya, 2004. április 15. –) világbajnoki ezüstérmes magyar vízilabdázó, a Ferencvárosi TC játékosa.

## Pályafutása
2013-ban mindössze 9 éves korában kezdett el vízilabdázni méghozzá a Tatabányai Vízmű Sportegyesület játékosaként. 2017-ben került a Központi Sport Iskola (KSI) férfi vízilabda szakosztályának kötelékébe. 2019 nyarán U15-ös Európa-bajnokságot nyert, és 26 találattal ő lett a torna gólkirálya, valamint a legjobb játékosa is (MVP). A 2019–2020-as szezonban már szerepelt a másodosztályban, majd miután csapata feljutott az első osztályban is kipróbálhatta magát. A magyar vízilabda második vonalában a KSI ugyan aranyérmes pozícióban állt, de a koronavírus járvány miatt félbeszakították a bajnokságot és nem hirdettek győztest. A 2020–2021-es idényben az együttese kiesett az OBI-ből. U17-es Európa-bajnoki bronzérmet nyert 2021 szeptemberében és ő lett a sorozat legtöbb gólt szerző játékosa is. A 2021–2022-es szezonban már alapembere volt a másodosztály akkori kiírását megnyerő KSI-nek. 2022 nyarán egy barátságos mérkőzésen bemutatkozott a felnőtt válogatott színeiben. Tagja volt a 2022 augusztusában U18-as világbajnoki aranyérmet nyert csapatnak. Szeptemberben U19-es Európa-bajnokságon bronzérmet szerzett az együttessel. Mivel a kék-sárga csapat megnyerte a másodosztályt, indulási jogot szerzett az első osztályba. A Ferencvárosi TC a 2023. június 7-én tartott sajtótájékoztatón bejelentette a fiatal játékos érkezését. Miután csapatot váltott, rögtön utazott is az Otopeniben tartott U20-as világbajnokságra, amit meg is nyert a magyar válogatott. A 2023–2024-es szezonban a magyar bajnokságot, és a bajnokok ligáját is megnyerte a zöld-fehérekkel. Ebben az idényben mutatkozott be a legrangosabb európai kupasorozatban. Az ezt követő szezonban októberben először az európai szuperkupát hódította el csapatával, majd decemberben a magyar kupa következett. A Fradi megvédte a magyar bajnoki és bajnokok ligája címét is. Nagy Ákos a Ferencváros U23-as csapatával a Komjádi kupa döntőjében is győzedelmeskedett. Azon a mérkőzésen 8 gólt szerzett, ennek köszönhetően a finálé legjobbjának választották. 2025 nyarán meghívót kapott a szingapúri világbajnokságon szereplő válogatott keretébe, ahol második lett a nemzeti csapat.

## Sikerei, díjai

### Klubcsapatokban
KSI SE
- magyar másodosztályú bajnok: 2021–2022[6][7]

Ferencvárosi TC
- magyar bajnok: 2023–2024,[15] 2024–2025[19]
- magyar kupa győztes: 2024[18]
- bajnokok ligája győztes: 2023–2024,[16] 2024–2025[20]
- európai szuperkupa győztes: 2024[17]
- Komjádi kupa győztes: 2025[21]

### A válogatottban[11]
- U15-ös Európa-bajnokság: arany (2019, Burgasz)[2]
- U17-es Európa-bajnokság: bronz (2021, Málta)[5]
- U18-as világbajnokság: arany (2022, Belgrád)[9]
- U19-es Európa-bajnokság: bronz (2022, Podgorica)
- U20-as világbajnokság: arany (2023, Otopeni)[14][24]
- világbajnokság: ezüst (2025, Szingapúr)[24]